# Tavastia yggdrasilia
Tavastia yggdrasilia is een muggensoort uit de familie van de dansmuggen (Chironomidae). De wetenschappelijke naam van de soort is voor het eerst geldig gepubliceerd in 2008 door Bodin, Lundström & Paasivirta.